# 10978 Bärbchen
10978 Bärbchen eller 4095 T-2 är en asteroid i huvudbältet som upptäcktes den 29 september 1973 av den nederländsk-amerikanske astronomen Tom Gehrels och det nederländska astronomparet Ingrid van Houten-Groeneveld och Cornelis Johannes van Houten vid Palomarobservatoriet. Den är uppkallad efter den tyske astronomen Freimut Börngens fru, Barbara Börngen.
Asteroiden har en diameter på ungefär 7 kilometer.